# Anton Alois Weber
Anton Alois Weber (tschechisch Antonín Alois Weber; * 24. Oktober 1877 in Wolfsberg, Stadt Schönlinde, Bezirk Tetschen; † 12. September 1948 in Leitmeritz, Okres Litoměřice, Tschechoslowakei) war Bischof von Leitmeritz (Litoměřice).

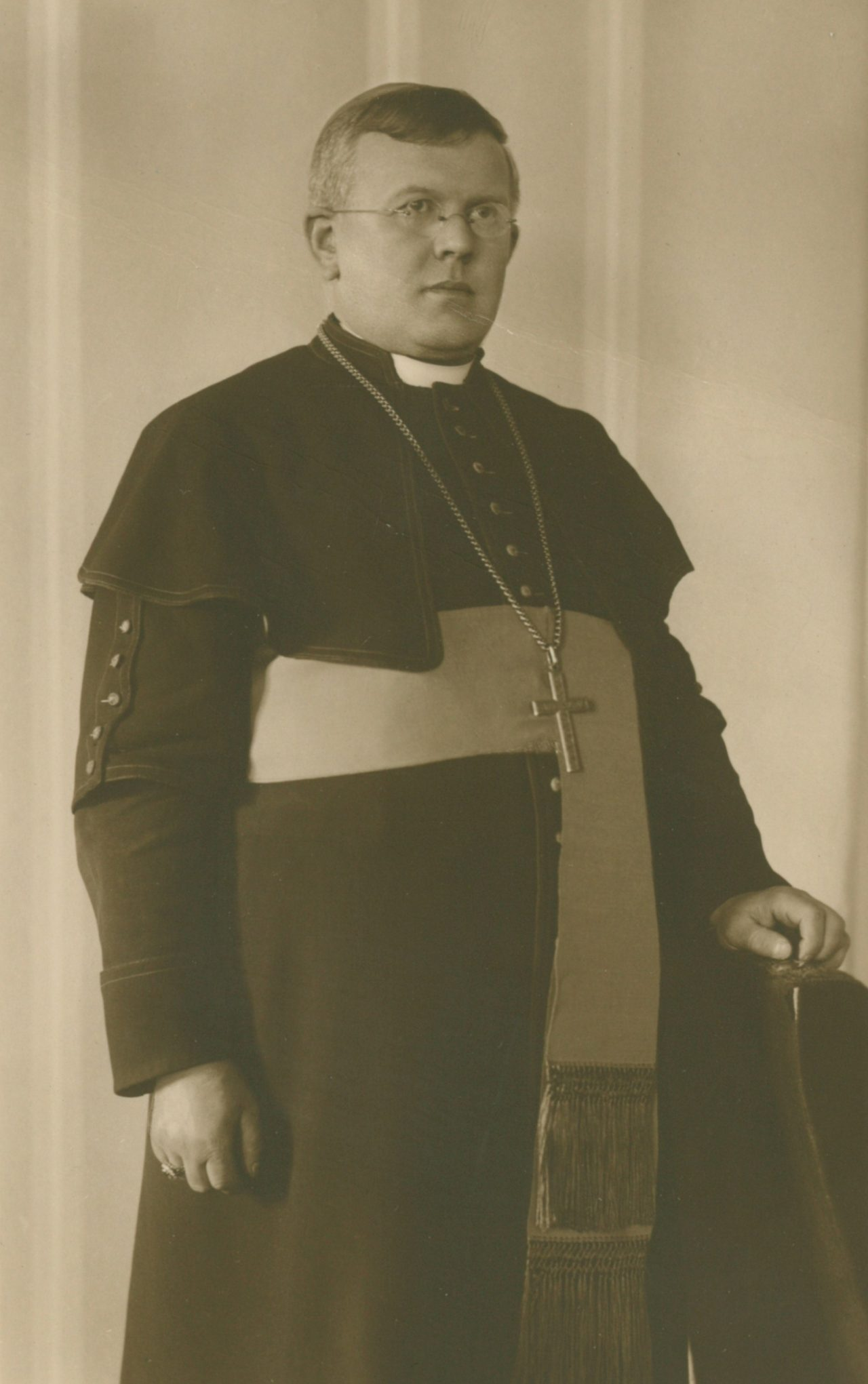
Anton Alois Weber, 1932

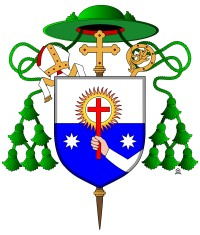
Wappen von Bischof Weber

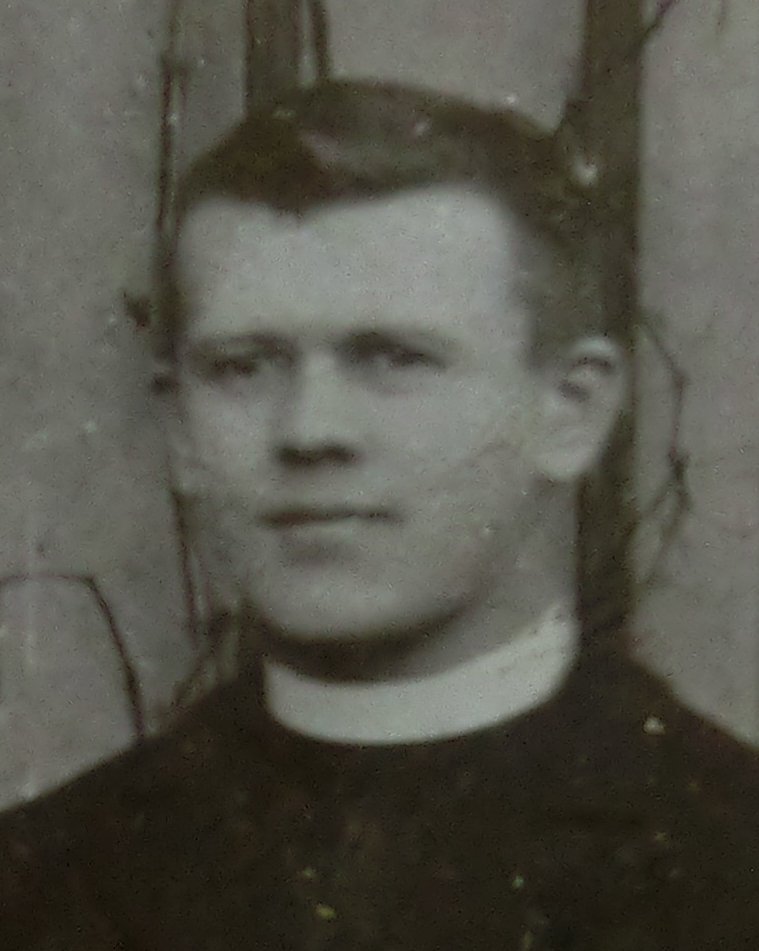
Anton Alois Weber als Katechet um 1907

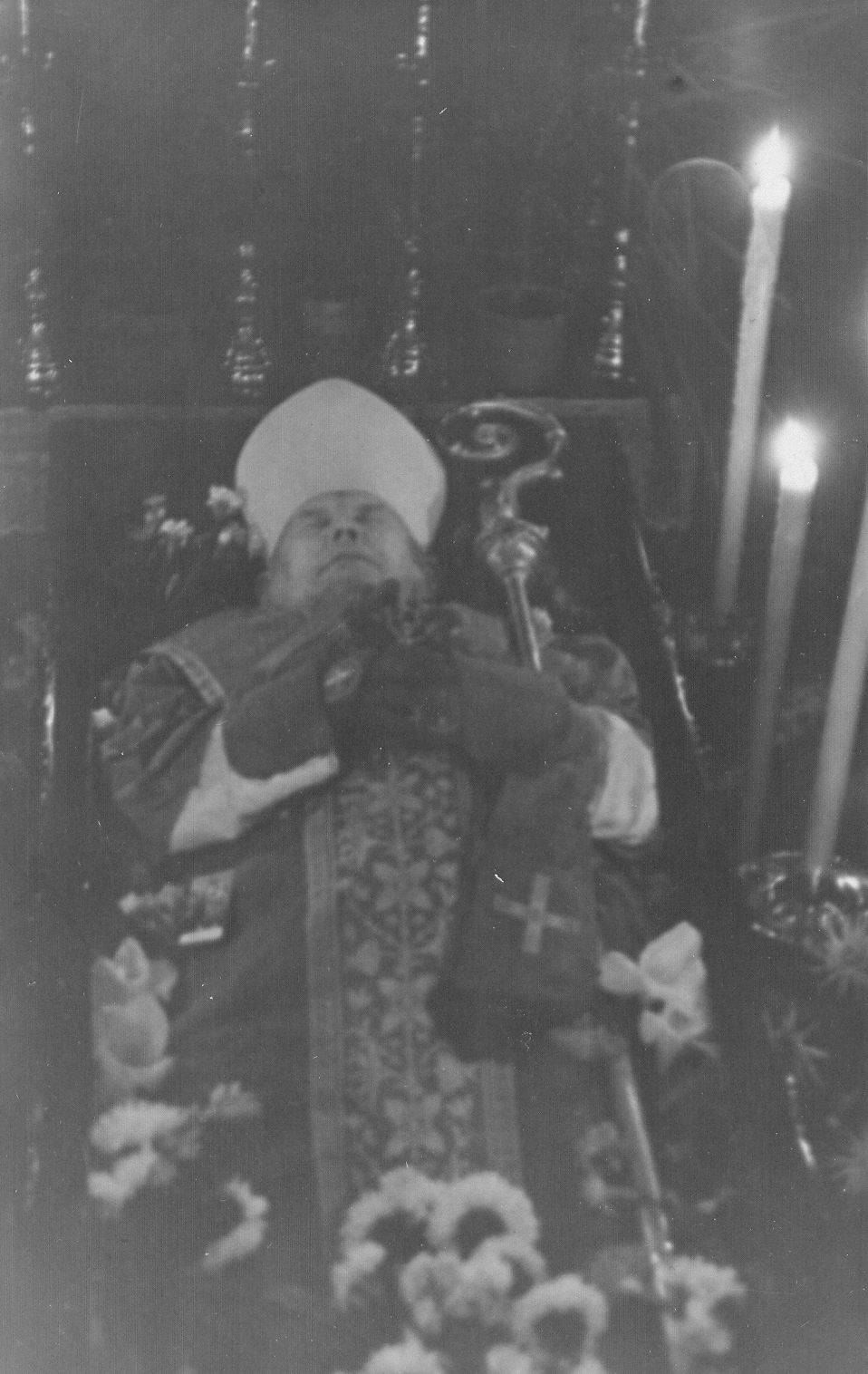
Bischof Weber, aufgebahrt im Leitmeritzer Dom 1948

## Werdegang
Anton Alois Weber war der Sohn eines Landwirts. Nach dem Abschluss des Leitmeritzer Gymnasiums studierte er als Priesteramtskandidat der Leitmeritzer Diözese Theologie. Bischof Emmanuel Johann Schöbel schickte ihn zum Weiterstudium nach Rom, wo er Alumne des Collegium Bohemicum wurde. In Rom erwarb er den theologischen Doktorgrad und wurde ebenda am 17. Februar 1901 zum Priester geweiht. Nach der Rückkehr in die Heimat war er Kaplan in Teplitz und später Religionslehrer in Aussig. 1927 folgte die Ernennung zum Konsistorialrat in Leitmeritz. Im selben Jahr ernannte ihn der Papst zum residierenden Kanoniker des Leitmeritzer Domkapitels. Obwohl Weber in der nationalen Frage unparteiisch war, erhielt er die erforderliche staatliche Bestätigung für das Kanonikeramt durch die damalige Tschechoslowakei erst Anfang 1930.

## Bischof von Leitmeritz
Nach dem Tod des Leitmeritzer Bischofs Josef Gross dauerte es zehn Monate, bis sich der Heilige Stuhl und der tschechoslowakische Staat auf den Nachfolger Anton Alois Weber einigten. Der Ernennung durch Papst Pius XI. folgte am 22. November 1931 die Bischofsweihe durch den Prager Erzbischof Karel Kašpar im Prager Veitsdom und am 6. Dezember desselben Jahres die Inthronisation in der Leitmeritzer Kathedrale. 
Während seiner Amtszeit setzte er sich für die Beilegung der nationalen Gegensätze und die Versöhnung zwischen Tschechen und Deutschen ein. Schwerpunkte waren auch der Ausbau des Religionsunterrichts und des caritativen Einsatzes. Das Priesterseminar in Mariaschein wurde erweitert und im Sprengel mehrere Kirchen errichtet. 
Durch das Münchner Abkommen von 1938 wurden die nationalen Gegensätze verschärft. Die Nationalsozialisten beschlagnahmten die Priesterseminare in Leitmeritz und Mariaschein, und auch der Bischof musste seine Residenz räumen. Es wurde ihm verboten, die in seinem Sprengel liegenden Pfarreien des Protektorats zu visitieren. Trotzdem sollte er als Deutscher nach Kriegsende ausgesiedelt werden. Es gelang ihm jedoch zu bleiben und sein Amt auszuüben. Wegen der politischen Repressalien resignierte er am 28. Januar 1947. Papst Pius XII. ernannte ihn im selben Jahr zum Titularerzbischof von Samos. Nach seinem Tod wurde er in der Bischofsgruft des Leitmeritzer Friedhofs bestattet. 
Nach der politischen Wende von 1989 verlieh am 28. Oktober 1995 Václav Havel, der damalige Präsident der Tschechischen Republik, Anton Alois Weber postum den nach Tomáš Garrigue Masaryk benannten Staatsorden.

## Sonstiges
Er war Ehrenmitglied der katholischen Studentenverbindung KDStV Ferdinandea Prag im CV.

## Schriften
- Ekkart Sauser: WEBER, Anton. In: Biographisch-Bibliographisches Kirchenlexikon (BBKL). Band 13, Bautz, Herzberg 1998, ISBN 3-88309-072-7, Sp. 399–400.